# اوئا پو
اوئا پو (به فرانسوی: Ua Pu) یک جزیره در فرانسه است که در پلی‌نزی فرانسه واقع شده‌است.

## خصوصیات
اوئا پو ۱۰۶ کیلومترمربع مساحت و ۲٬۱۵۷ نفر جمعیت دارد.

## نگارخانه

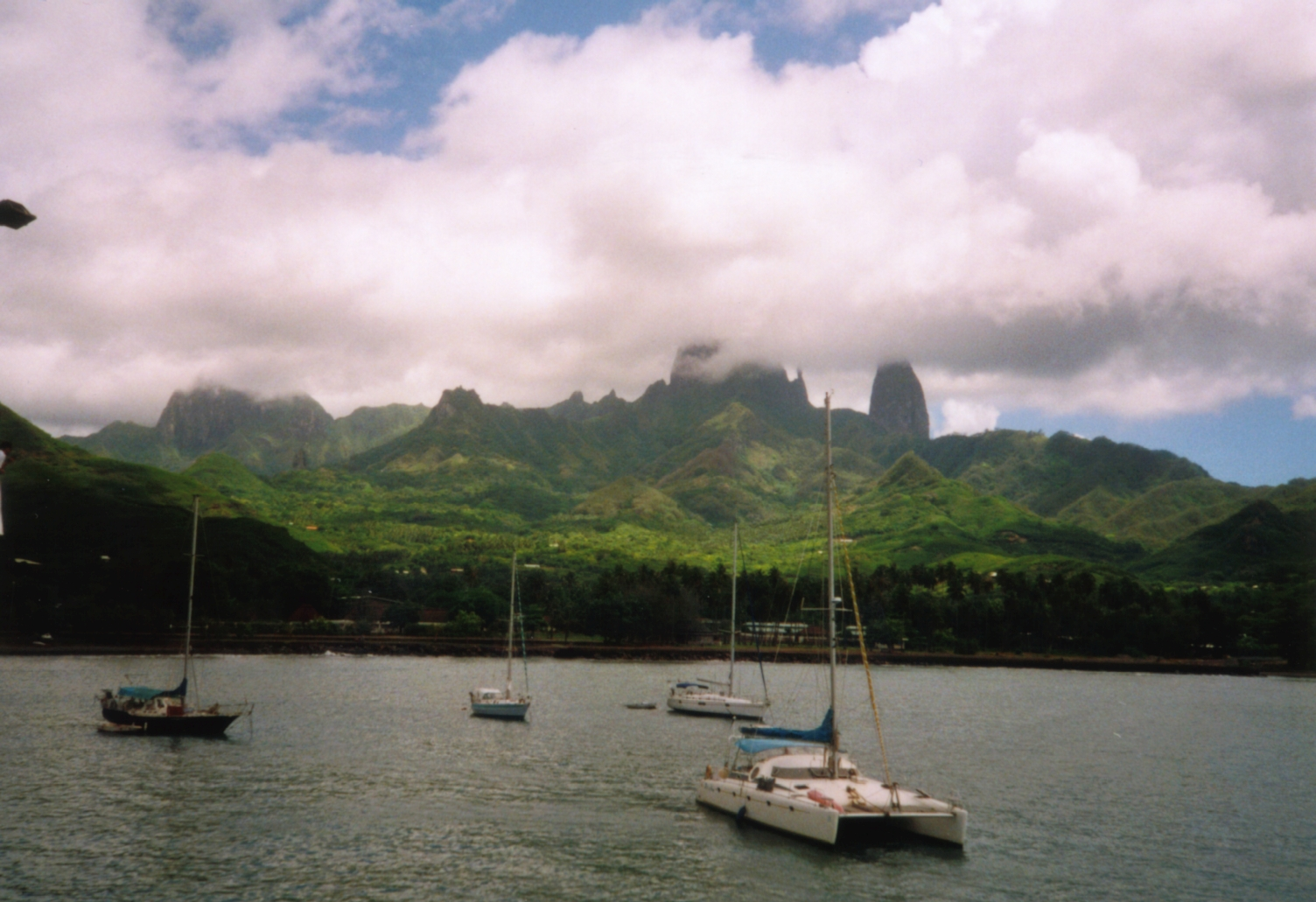
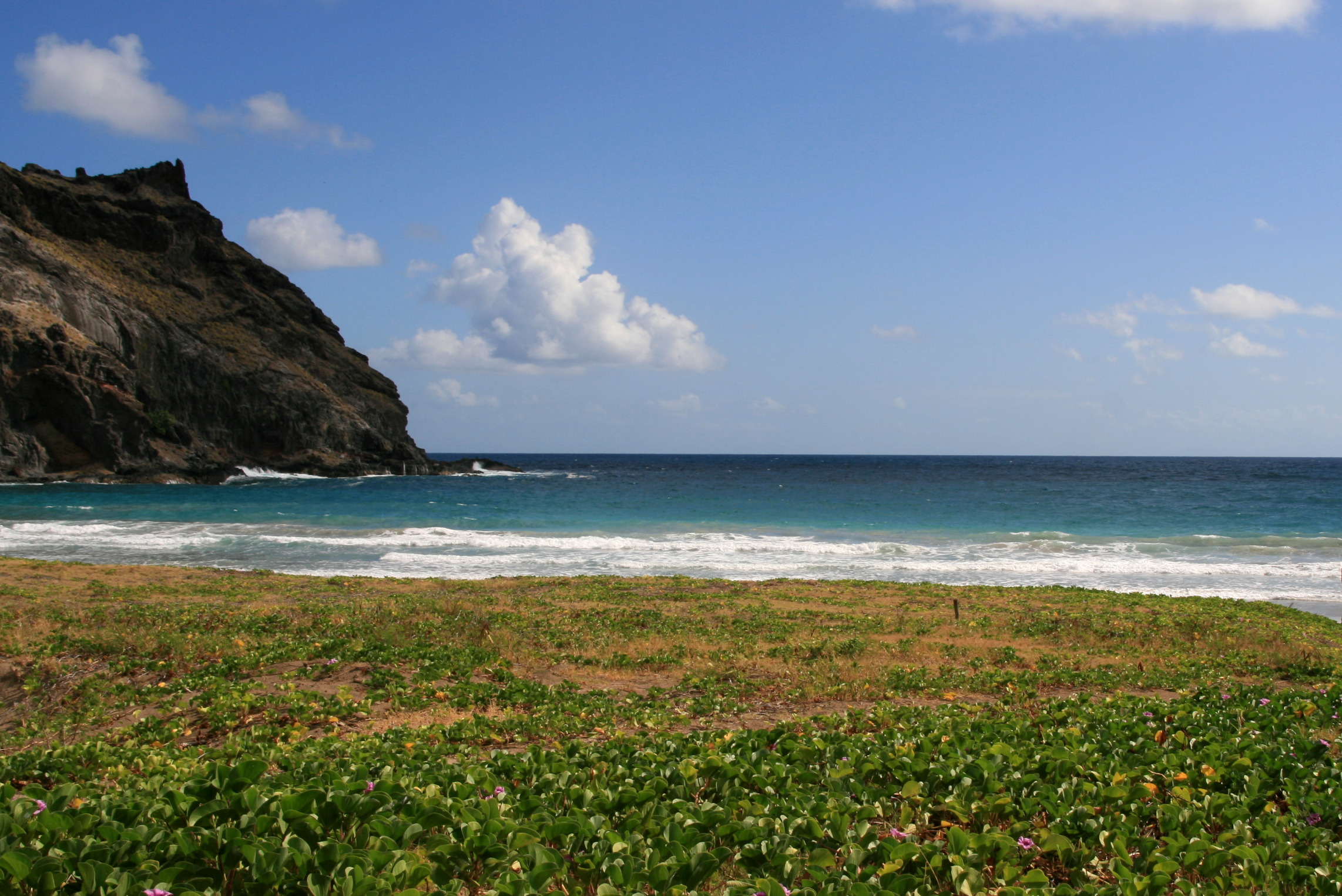
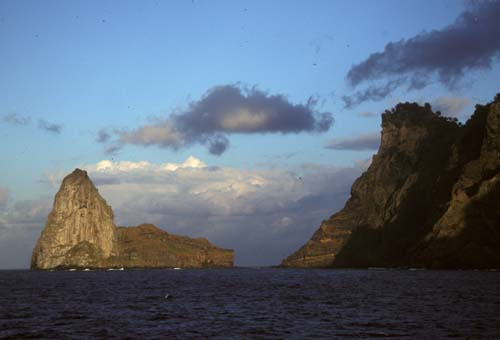